# Palonka (vattendrag i Vitryssland)
Polonka (ryska: Полонка) är ett vattendrag i Belarus.   Det ligger i voblasten Vitsebsks voblast, i den nordöstra delen av landet, 170 km nordost om huvudstaden Minsk.
Omgivningarna runt Polonka är en mosaik av jordbruksmark och naturlig växtlighet. Runt Polonka är det glesbefolkat, med 17 invånare per kvadratkilometer.